# Suore francescane di Nostra Signora di Lourdes
Le Suore Francescane di Nostra Signora di Lourdes (in inglese Sisters of St. Francis of the Congregation of Our Lady of Lourdes; sigla O.S.F.) sono un istituto religioso femminile di diritto pontificio.

## Storia
La congregazione sorse in risposta alla richiesta di Joseph Schrembs, primo vescovo di Toledo, di avere una comunità di religiose che dirigessero le scuole cattoliche della diocesi: all'invito risposero le suore francescane della Congregazione di Nostra Signora di Lourdes, di Rochester, che a Toledo possedevano già la St. Hedwig School. Nel 1916 Mary Adelaide Sandusky, alla guida di un gruppo di 23 suore della congregazione di Rochester, diede inizio al nuovo istituto.
Nel 1917 le suore acquistarono un vasto terreno a Sylvania, dove vennero eretti la casa-madre e il noviziato.
La congregazione di Sylvania si rese autonoma da quella di Rochester nel 1930: aggregata all'ordine dei frati minori il 4 agosto 1933, nel 1957 ricevette il pontificio decreto di lode e le sue costituzioni furono approvate definitivamente il 28 luglio 1964.

## Attività e diffusione
Le suore si dedicano ad attività educative e ospedaliere.
La sede generalizia è a Sylvania, nell'Ohio.
Alla fine del 2015 l'istituto contava 151 religiose in 68 case.